# Lachambre
 Lachambre  es una población y comuna francesa, en la región de Lorena, departamento de Mosela, en el distrito de Forbach y cantón de Saint-Avold-2.

## Demografía
| 478 | 473 | 503 | 616 | 682 | 731 |
| Para los censos de 1962 a 1999 la población legal corresponde a la población sin duplicidades (Fuente: INSEE [Consultar]) |     |     |     |     |     |